# Chiesa della Maddalena (Venezia)

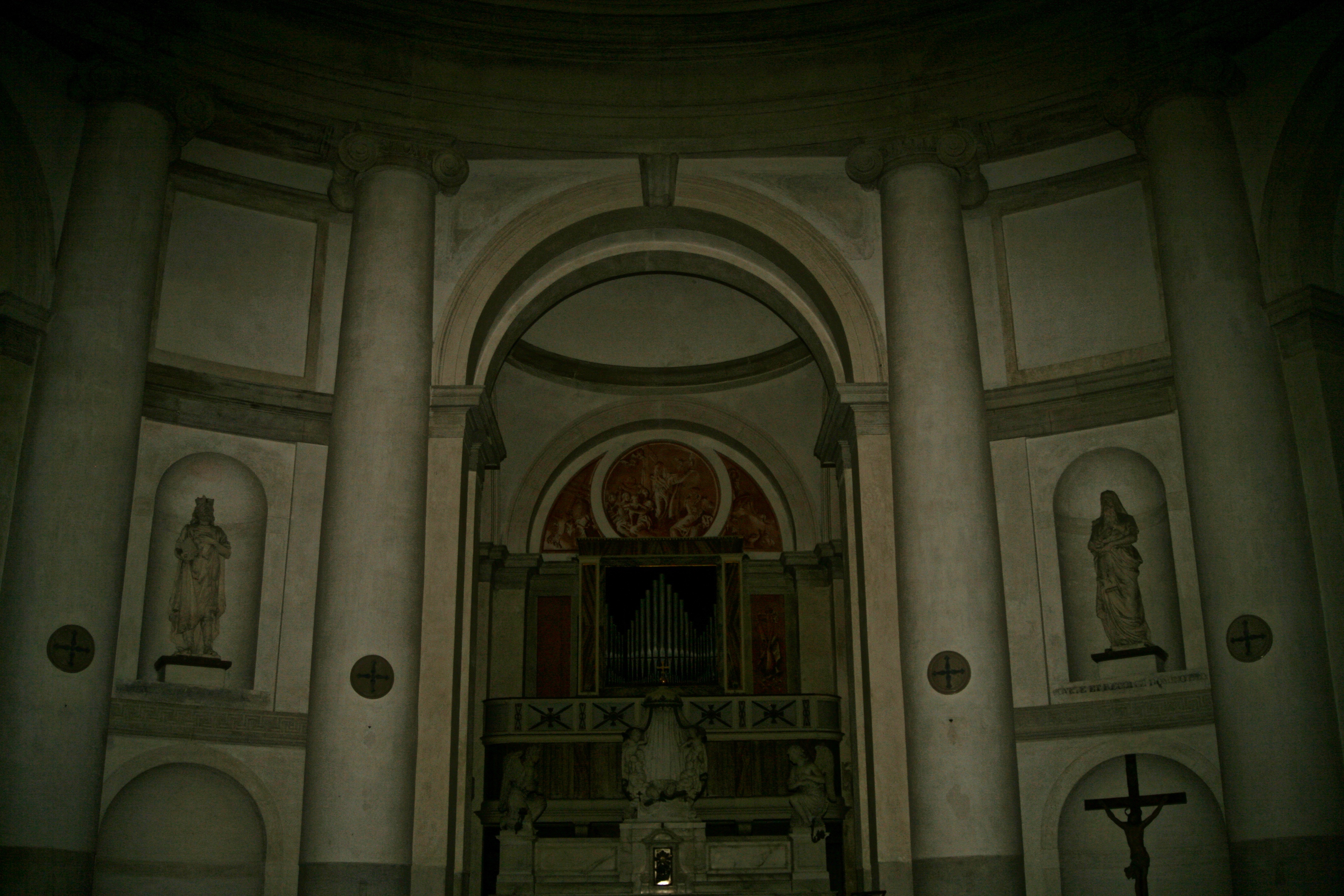
Fotografia di A.Liuzzi

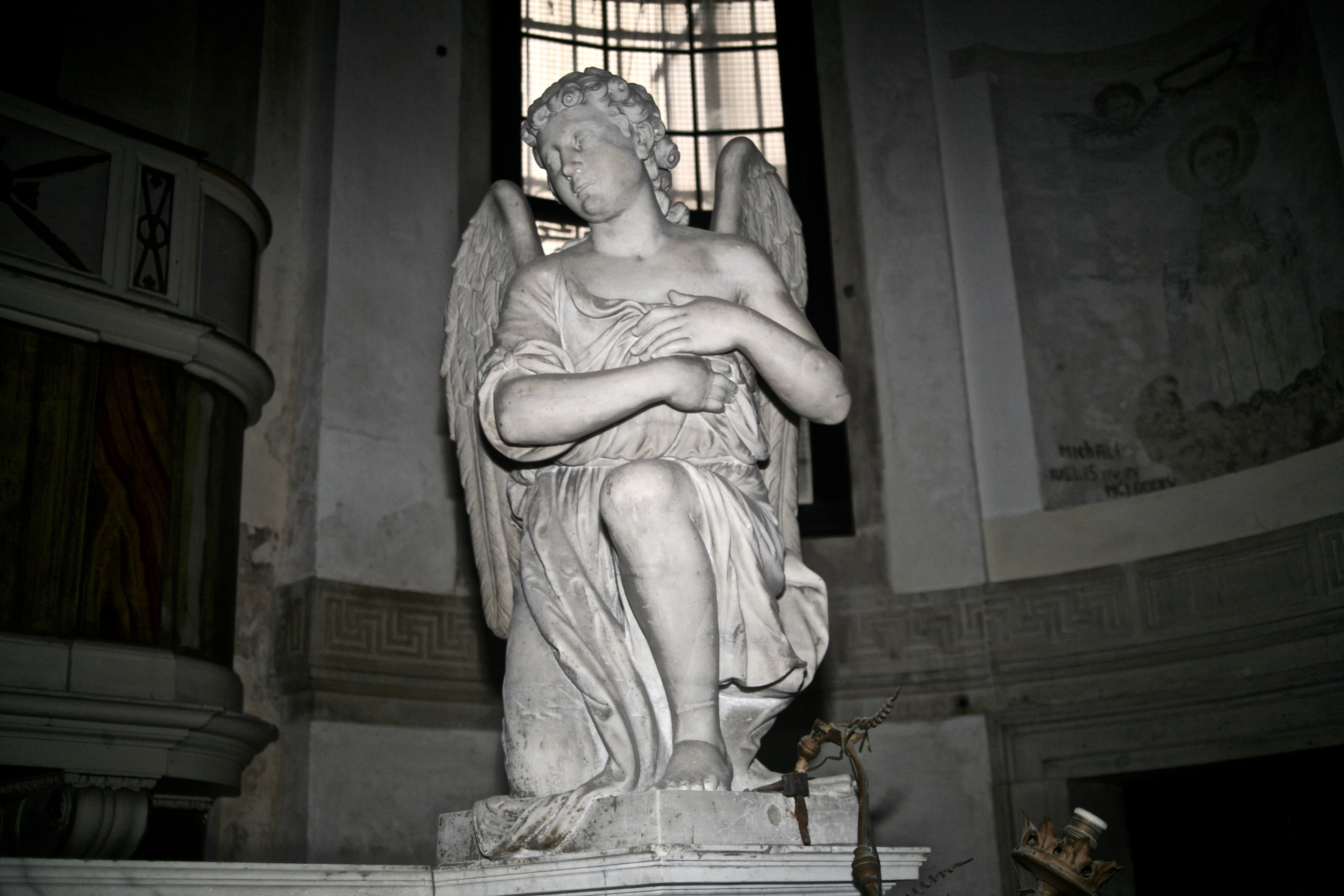
Particolare statua, fotografia di A.Liuzzi

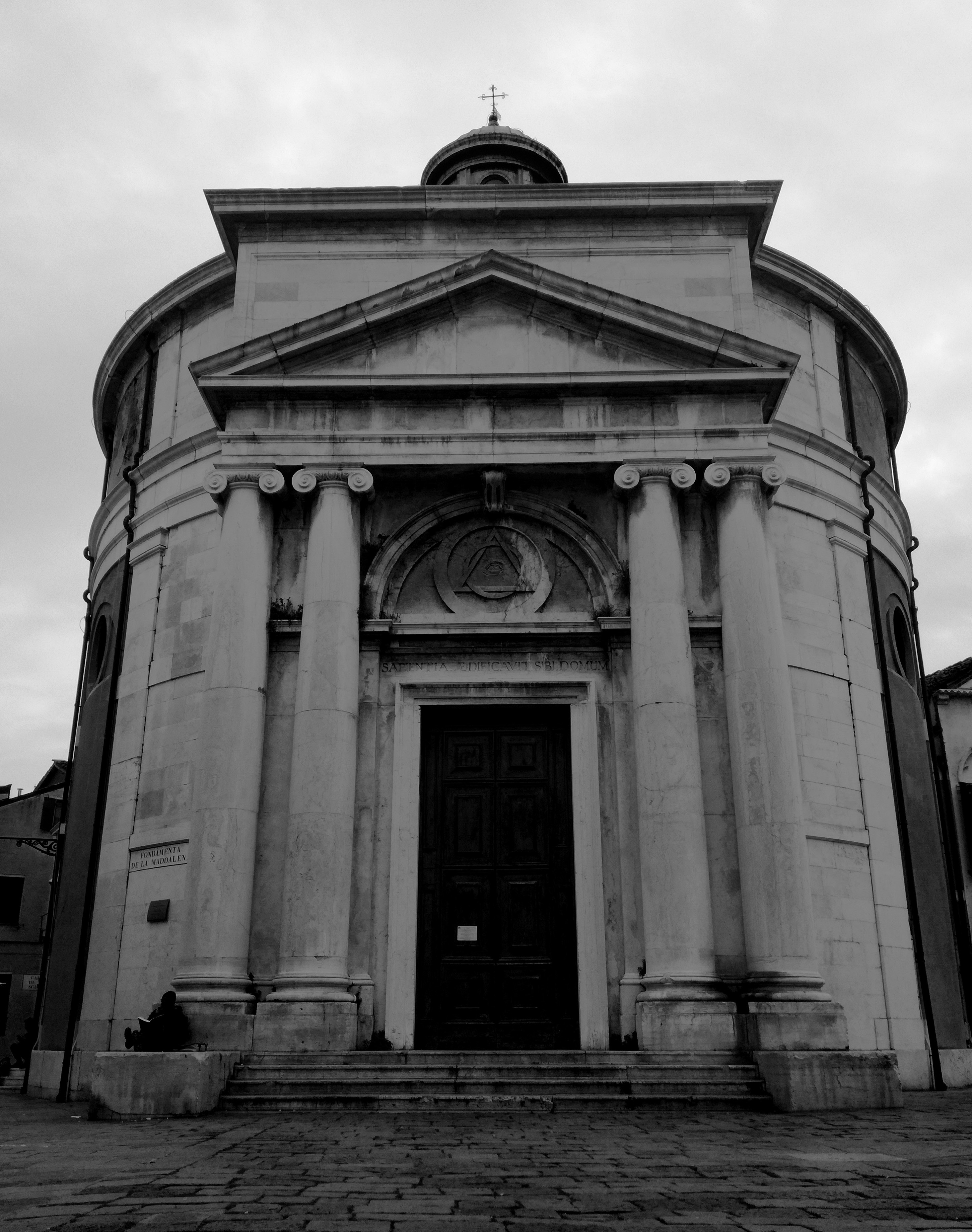
Visione frontale

La chiesa di Santa Maria Maddalena, conosciuta solitamente come La Maddalena, è un edificio religioso della città di Venezia, situato nel sestiere di Cannaregio e costituisce uno degli esempi più conosciuti di architettura neoclassica veneziana.

## Storia
Si ha notizia di un edificio religioso eretto nel 1222, di proprietà della patrizia famiglia Baffo (o Balbo), nello stesso luogo. Stabilita nel 1356 la pace tra Genova e Venezia il giorno di Santa Maddalena divenne festivo dalla metà del XIV secolo per decisione del Senato veneziano e la chiesa venne ingrandita, includendo anche una torre di guardia adibita a campanile.
A partire dal 1763 la chiesa venne interamente ricostruita, a pianta circolare, su disegno di Tommaso Temanza, che ne spostò l'orientamento verso il campo. I lavori terminarono nel 1790 sotto la direzione di Giannantonio Selva. Nel 1810 fu revocata dal ruolo di chiesa parrocchiale e nel 1820 fu chiusa, per essere riaperta come oratorio. Nel 1888 venne abbattuto il campanile, ormai pericolante.
Attualmente è una chiesa rettoriale dipendente dalla parrocchia di San Marcuola (vicariato di Cannaregio-Estuario, patriarcato di Venezia).

## Descrizione
La chiesa presenta una pianta circolare piuttosto insolita per Venezia (l'unico altro esempio è quella di San Simeon Piccolo), con copertura a cupola emisferica, di chiara ispirazione all'architettura dell'antica Roma ed in particolare al Pantheon, di cui riprende i gradoni all'esterno. Il richiamo va inoltre ad edifici veneti come la Salute e San Simeon Piccolo, opera quest'ultima di Giovanni Scalfarotto, maestro e zio di Tommaso Temanza. Le ceneri di Temanza riposano in questa sua chiesa, appena oltre l'entrata laterale.

### Esterni
Di grande valore architettonico il portale, che è in realtà un pronao accorciato, preceduto da una breve scalinata e formato da un alto timpano triangolare sorretto da due coppie di semicolonne con capitello e trabeazione ionici. Sopra la porta d'ingresso vi è una lunetta con un occhio onniveggente entro un triangolo intrecciato con un cerchio in bassorilievo, spesso letto come simbolo massonico (sembra che la famiglia Baffo (o Balbo) appartenesse all'ordine templare).
Esternamente all'abside era incastonato, nel paramento marmoreo, un bassorilievo di origine quattrocentesca, raffigurante una Madonna col Bambino e santi.

### Interni
All'interno la pianta circolare è trasformata in esagonale con l'inserimento di quattro cappelle laterali (gli altri due lati sono formati dalla cappella maggiore e dall'entrata principale), inquadrate da archi a tutto sesto. Il presbiterio quadrato, è sviluppato in larghezza con due esedre laterali, richiamando una tradizione veneta iniziata dal Redentore. La trabeazione della grande cupola emisferica con lanterna, è sorretta da dodici colonne ioniche binate, tra le quali si aprono nicchiette semicircolari su due livelli, quelle superiori occupate da statue rappresentanti le sante Maddalena e Agnese ed i profeti Isaia e Davide. L'interno è concepito da Temanza come un grande spazio bianco, finito a marmorino.

### Patrimonio artistico

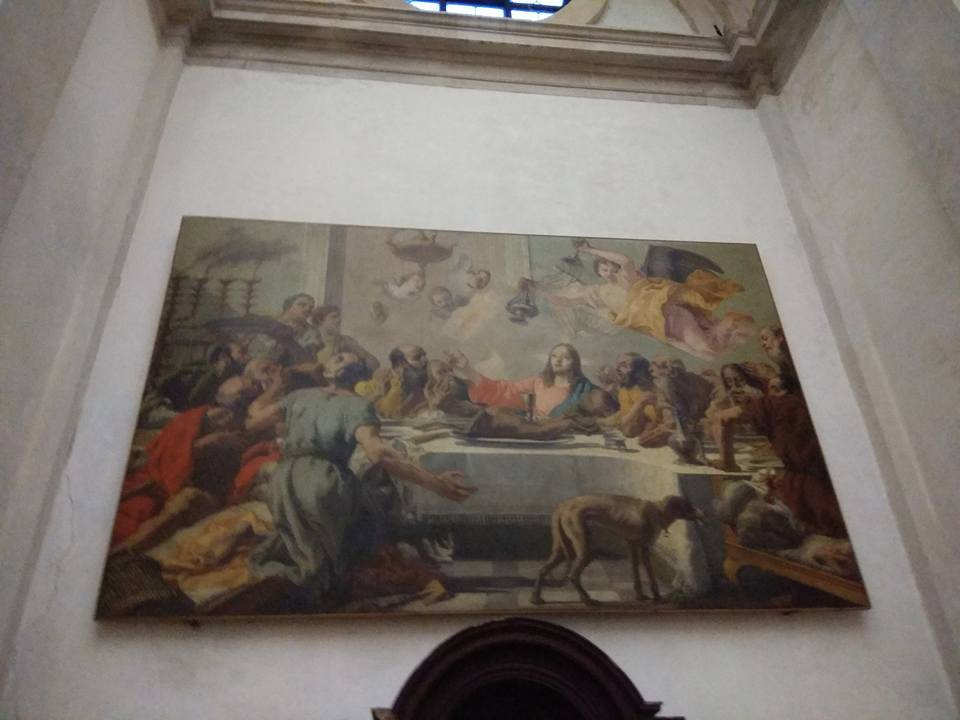
Ultima cena di Giandomenico Tiepolo

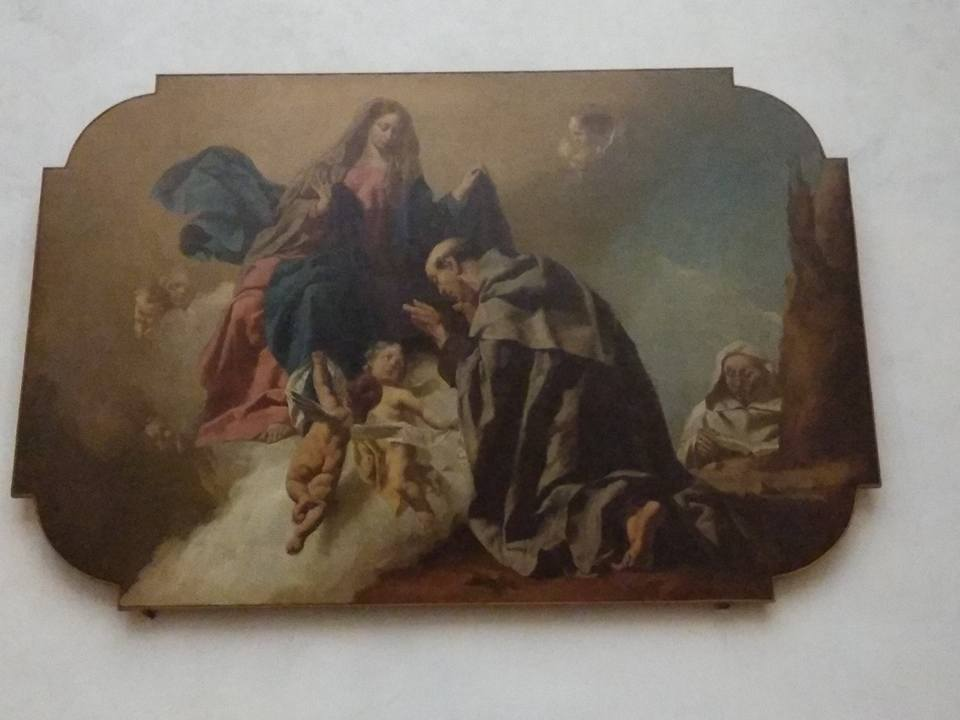
Apparizione della Vergine a san Simone Stock di Giuseppe Angeli

La chiesa conserva importanti dipinti del XVIII secolo, tra cui l'Ultima cena di Giandomenico Tiepolo e l'Apparizione della Vergine a san Simone Stock di Giuseppe Angeli oltre ad altre tele settecentesche, opera della scuola di Giovanni Battista Piazzetta.
Nel 2005, nel corso di restauri consistenti nella rimozione dello scialbo, l'imbiancatura che è stata data nel XIX secolo, per tirare fuori l'originario marmorino settecentesco, è stato scoperto, nella lunetta sopra l'altare, un affresco allegorico a monocromo di Giandomenico Tiepolo rappresentante la Fede e che originariamente sovrastava il dipinto dell'Ultima Cena.